# 六本木ヒルズ
六本木ヒルズ（ろっぽんぎヒルズ、英語: Roppongi Hills）は、東京都港区六本木六丁目に所在する、森ビルの再開発エリア・複合商業施設である。
高さ238mの高層オフィスビル（六本木ヒルズ森タワー）を中心に、集合住宅（六本木ヒルズレジデンス）、ホテル（グランドハイアット東京）、テレビ朝日本社ビル、映画館（TOHOシネマズ）をはじめとする文化施設、その他の商業施設等で構成されている。
事業主は森ビルで、六本木6丁目地区の都市再開発として、完成までには約17年の歳月を要している。港区指定の非常災害用井戸や備蓄倉庫、特定電気事業施設などを備え防災関連施設にも充実している。

## 概要
主な施設として、六本木ヒルズ森タワー（54階建て）は、港区を拠点とするデベロッパーである森ビルの本社ビルでもあり、ブランド街のショッピング・モール、オフィス、上層部は展望台の「東京シティビュー」や「森美術館」、様々な企画展が実施されるギャラリースペース「森アーツセンターギャラリー」、会員制クラブの「六本木ヒルズクラブ」（51階）で構成される森アーツセンターがある。屋上には、オープンエア展望台としては、都心の夜景を一望できる（海抜270m）スカイデッキがある（このスカイデッキは東京タワーの特別展望台より高い位置にある）。森タワー地下の最下階には自家発電設備（六本木エネルギーサービス）があり、六本木ヒルズ全体の電力を賄っている。施設に免震構造を備えており「災害時に逃げ込める街」となっている。
施設内にはテレビ朝日本社ビルがある他、映画館（シネマコンプレックス）「TOHOシネマズ 六本木ヒルズ」、ホテル「グランドハイアット東京」、屋外型イベントスペース「六本木ヒルズアリーナ」、ルイ・ヴィトンなどを始めとする多数のショップやブティック、レストラン、高級マンションである住居棟（六本木ヒルズレジデンス、ゲートタワーレジデンスなど）、ハリウッド化粧品本社や学校施設（ハリウッドビューティ専門学校）が入る「ハリウッドビューティプラザ」、アメリカ人向けナショナル・スクールであるアメリカンスクール・イン・ジャパンの幼稚園がある。
デザインは、コーン・ペダーセン・フォックス・アソシエイツが森タワーやグランドハイアット東京などを、ジャーディ・パートナーシップがけやき坂など低層部の商業エリアを担当した。また、テレビ朝日は建築家槇文彦、イメージキャラクターの「ロクロク星人」は現代芸術家の村上隆によるものである。
六本木ヒルズ森タワーにはJ-WAVEの非常用送信設備が備わっており、東京スカイツリーからの送信が不可能になっても最大で1kWの放送が可能である。

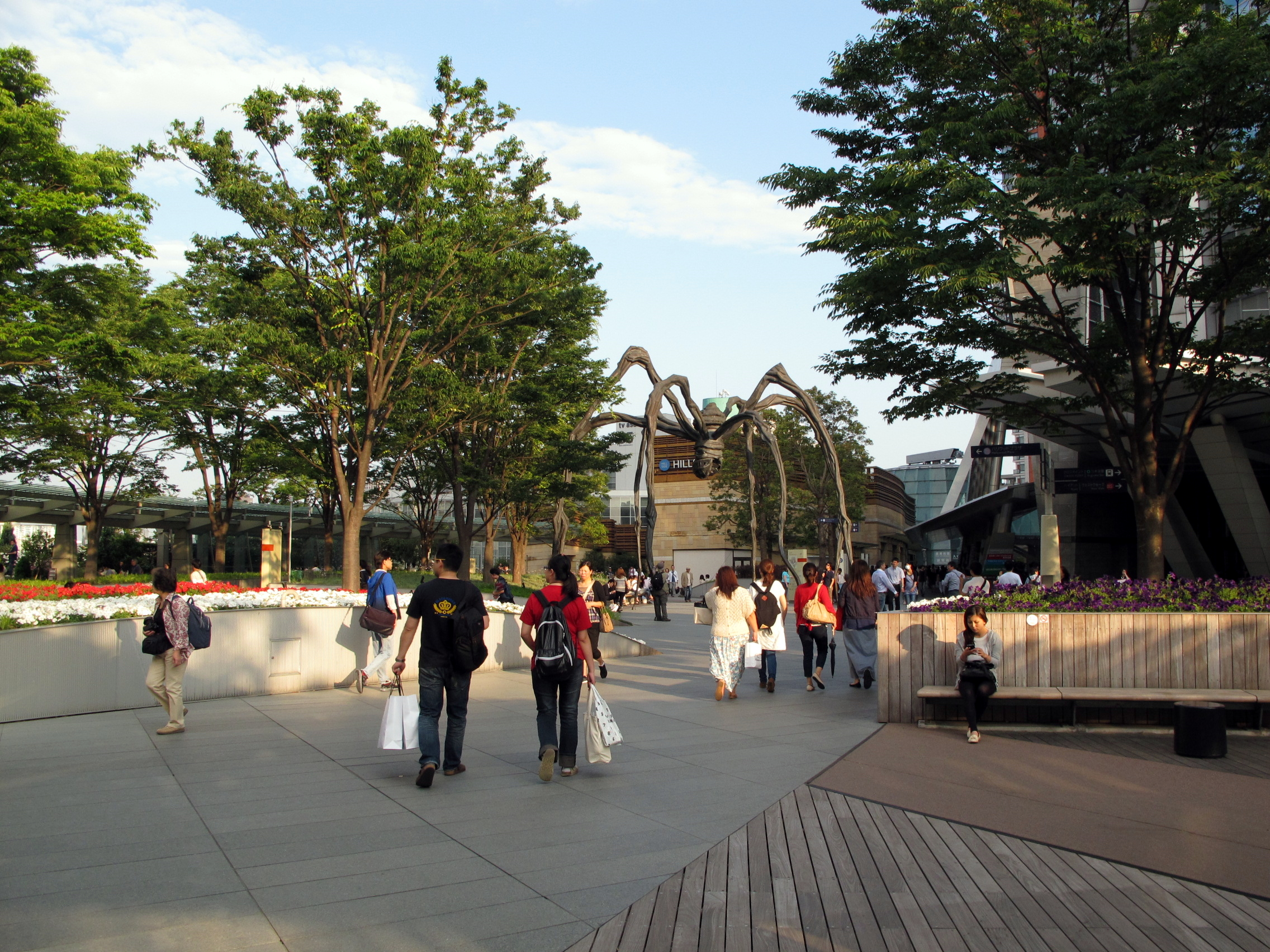
66 Plaza level
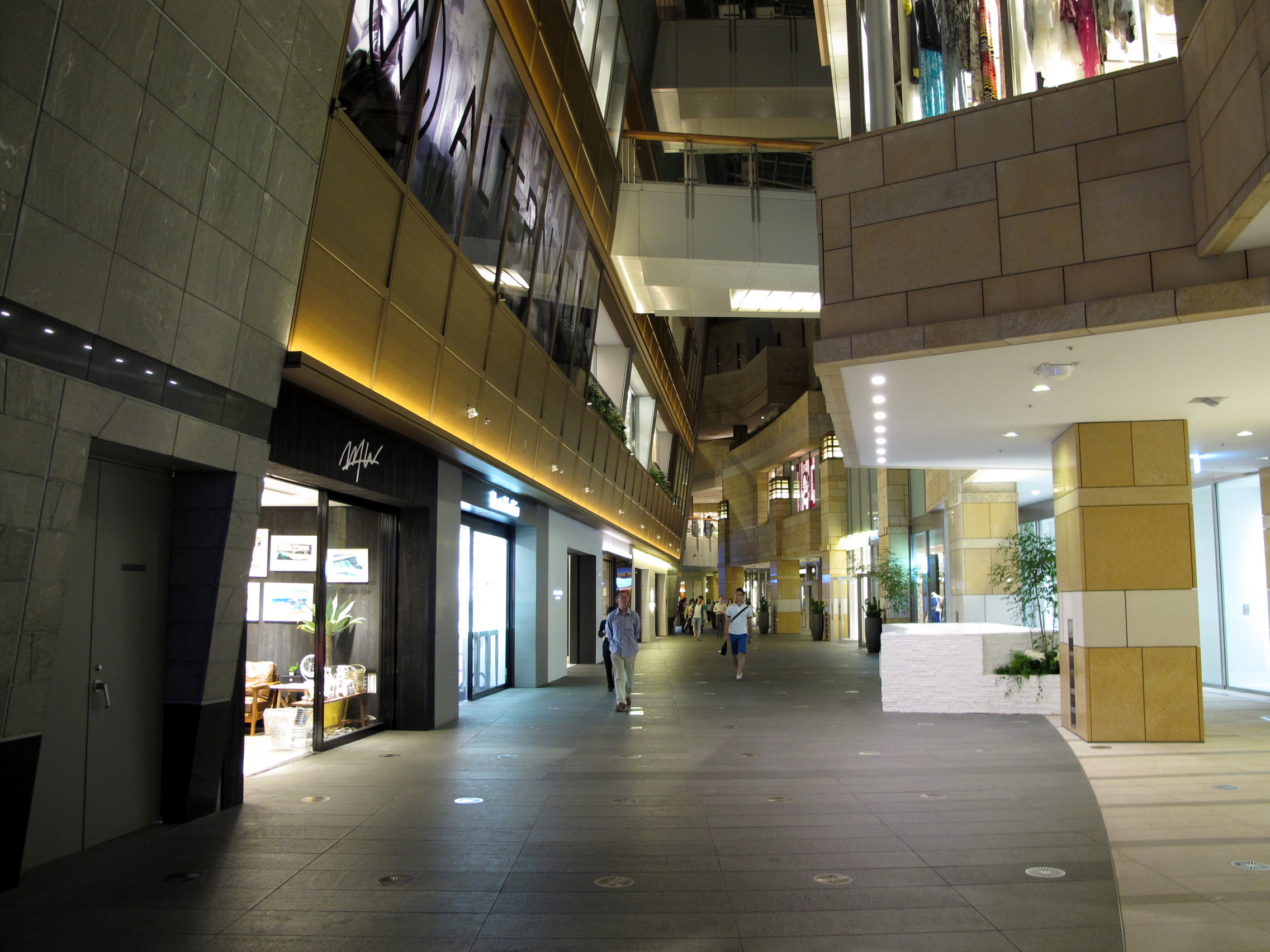
West Walk
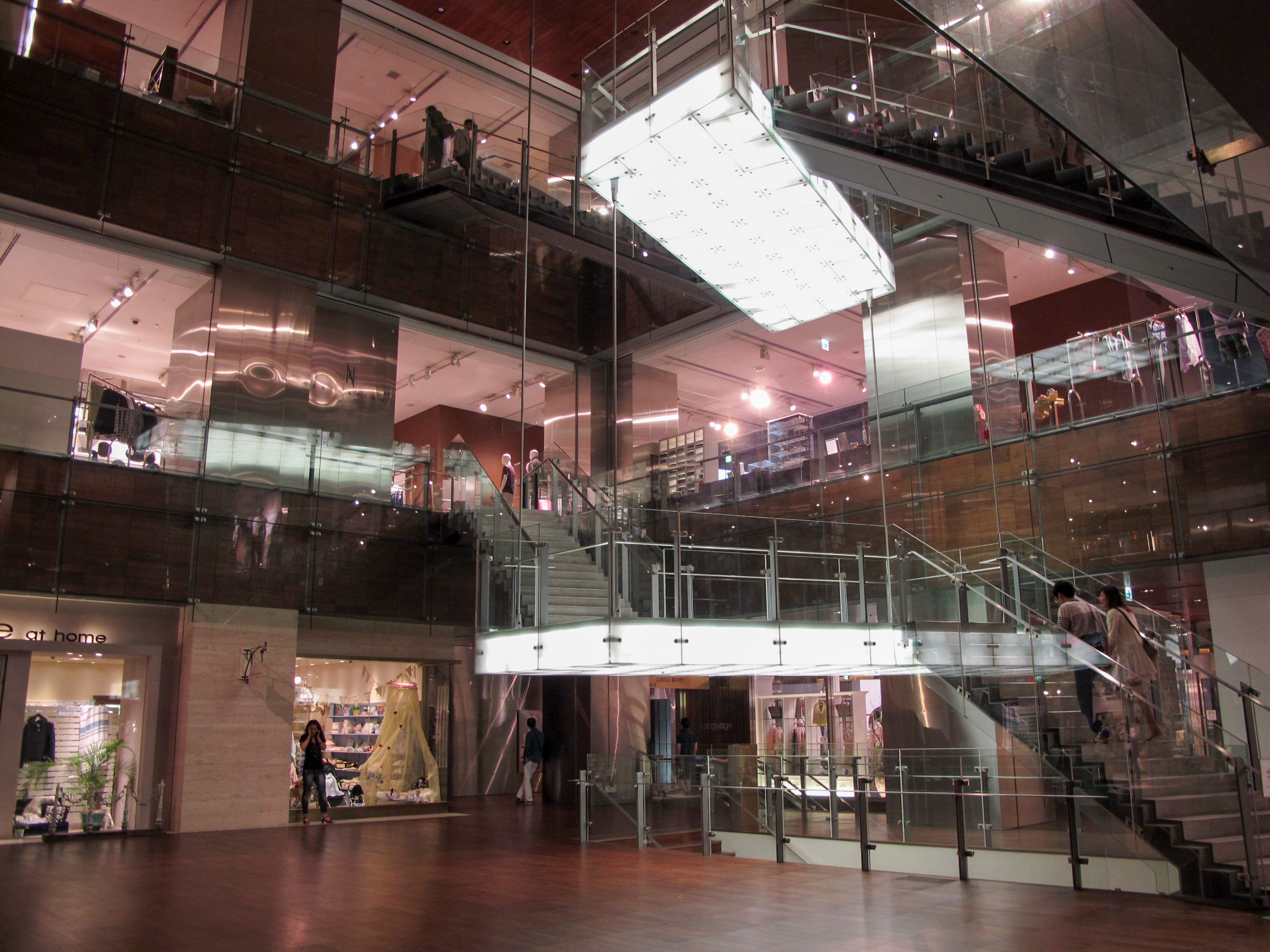
ESTNATION 六本木ヒルズ店
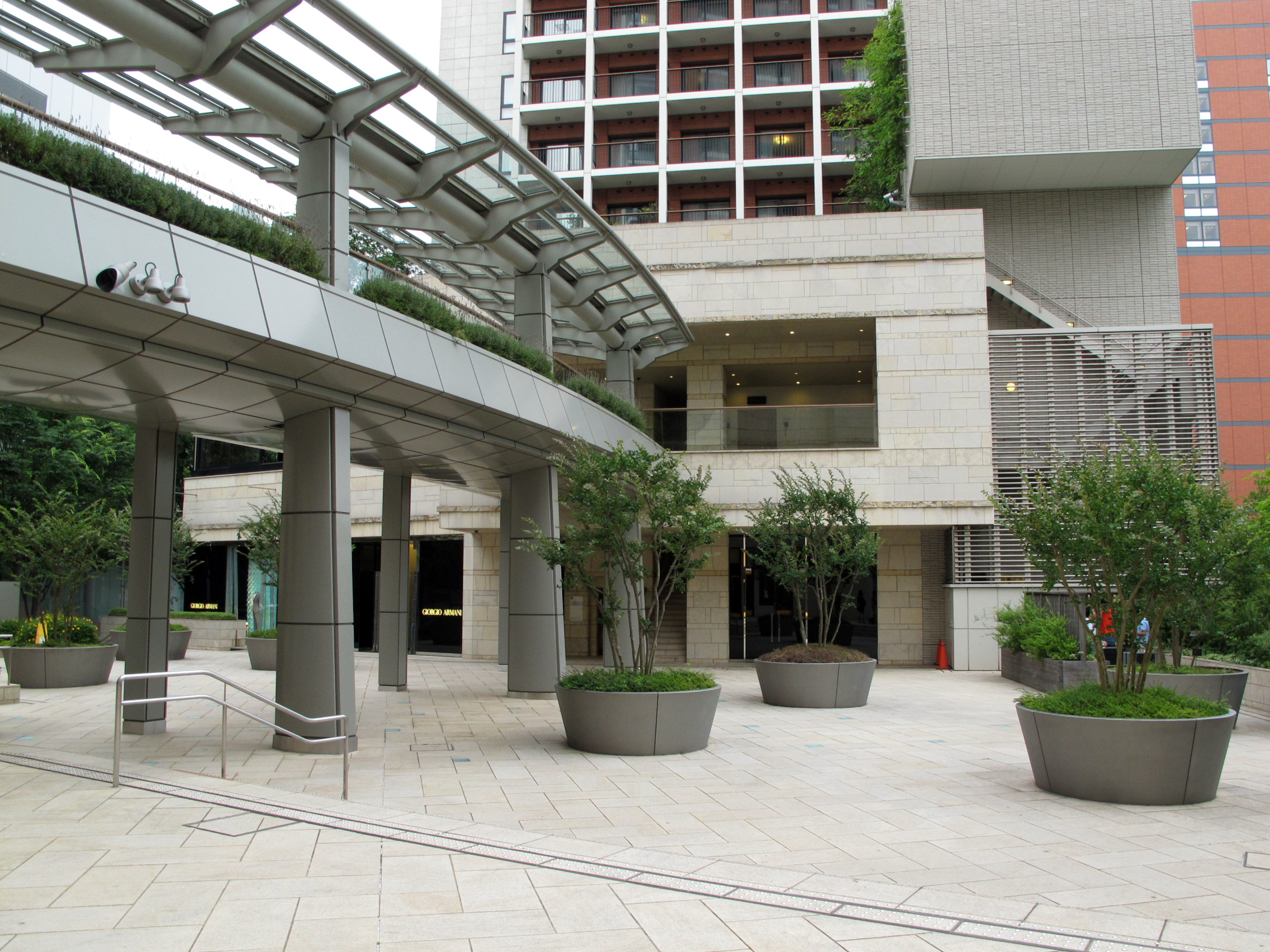
けやき坂テラス
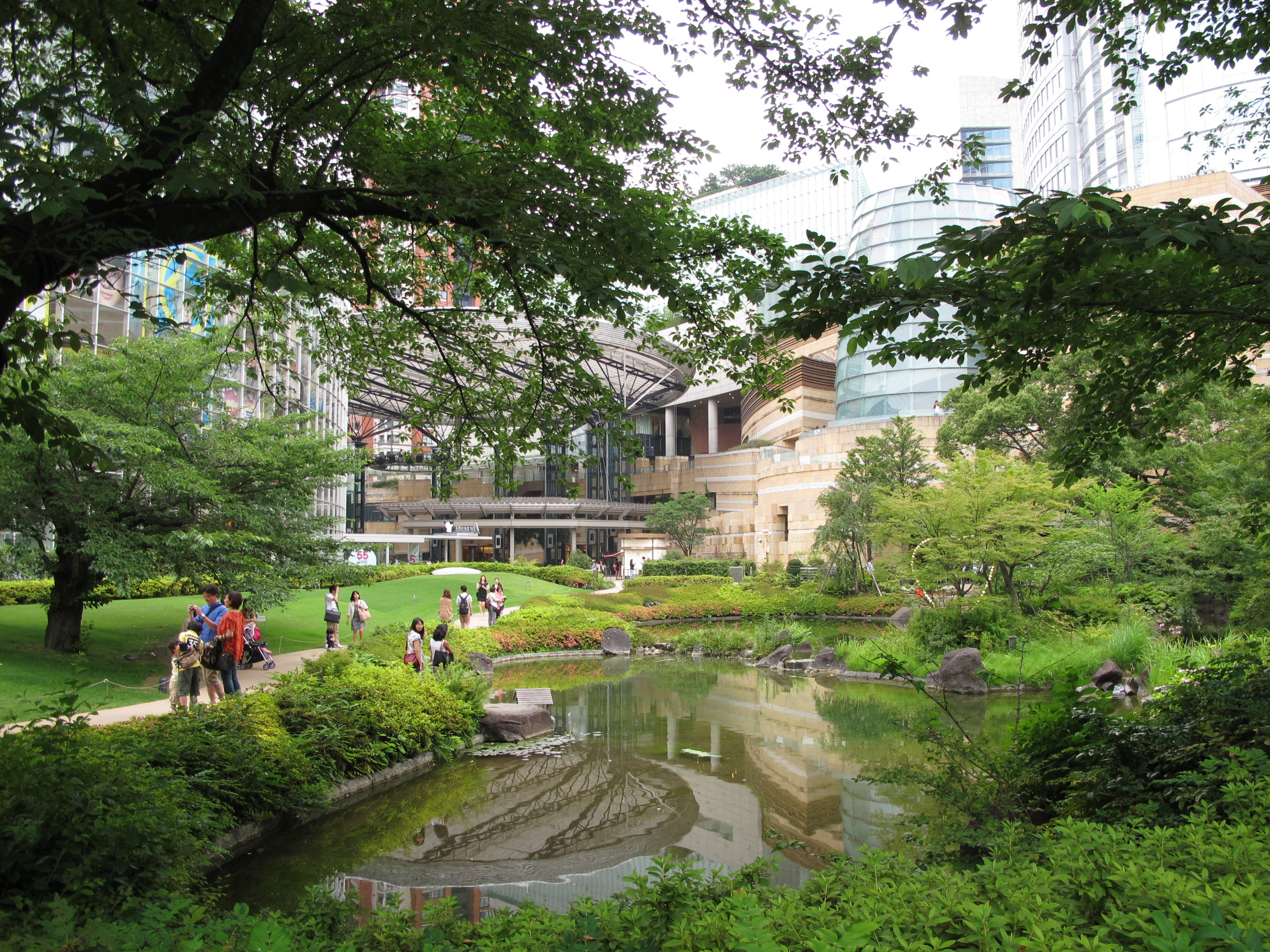
毛利庭園

## 歴史
六本木6丁目の都市再開発として事業計画された。六本木ヒルズが建設される前、この地にはかつて約500世帯が暮らしていた。また、計画の立案後にはバブル崩壊や反対派住民による抵抗などの紆余曲折があり、その完成までには約17年の歳月を要した。

### 前史
江戸時代に、麻布日ケ窪町（現在の六本木6丁目）に長府毛利家（長州藩支藩の長門府中藩）の江戸藩邸が置かれた（毛利甲斐守邸跡）。長門府中藩（長府藩とも。現山口県下関市の一部）出身の乃木希典もこの地で生まれている。
明治時代には、法律家・増島六一郎（中央大学の前身である英吉利法律学校の創立者の1人で初代校長）の邸宅になった。
昭和時代は1927年（昭和2年）に日本で最初の美容室として知られるメイ牛山のハリウッドビューティサロンやハリウッド化粧品、ハリウッド美容専門学校の広大な敷地があった。現在のメトロハット、ろくろくプラザ、ハリウッドビューティプラザの辺りである。下に通るトンネルは、ハリウッドの社屋があった跡に掘削されたことで、「ハリウッドトンネル」と呼ばれていた。
第二次世界大戦の戦災に遭った後、1952年（昭和27年）にニッカウヰスキー東京工場となり、1974年（昭和49年）まで稼働した。1959年（昭和34年）、隣接地に日本教育テレビ（NETテレビ）（後の全国朝日放送 (ANB)→テレビ朝日 (EX)）が開局すると、1977年（昭和52年）には同社がニッカウヰスキー東京工場跡地を取得し、建物の一部をオフィスに転用した。
再開発までは、広大な毛利家の庭園が残っていた。園内の池はニッカ〜テレ朝時代にニッカ池という通称が付き、テレ朝の番組『さんまのナンでもダービー』で一部に知られるようになる（同番組の中期以降は「ダービー池」と呼称していた）。現在、敷地内には面積約4300平米 (m2)の毛利庭園が設けられ、「毛利池」があるが、これはニッカ池とは異なる。かつての庭園遺構は毛利池の下に埋土保存されている。
また、東京都立駒場高等学校の前身に当たる東京府立第三高等女学校と、駒澤大学の前身で1882年（明治15年）に開校した曹洞宗大学林専門本校があった場所も六本木ヒルズの一角に当たる。北欧家具の販売店やレストラン・ストックホルム（現在は赤坂エクセルホテル東急のショッピングアーケードであるピンク坂プラザへ移転）があったスウエーデンセンター、宝タクシーの跡地周辺はスーパーマーケットなどとなった。その他、メトロハットになっている場所は、西武/セゾングループの文化・音楽拠点の一つだった六本木WAVE（地下に西武百貨店が開設後、西友を経て、閉館時には東京テアトルが経営・運営していた映画館「シネ・ヴィヴァン・六本木」があった）の跡である。

### 経緯
六本木ヒルズ誕生前は、テレビ朝日周辺の六本木六丁目（かつての麻布材木町・麻布北日ヶ窪町）が木造住宅密集地だったこともあり道路が狭く、東京消防庁の消防車が通行する事も困難な状況であった。このため1990年（平成2年）、テレビ朝日本社の移転も兼ねた都市再開発計画地域に指定された。愛称で「六六（ろくろく）」と呼ばれているのも、六本木六丁目が由来となっている。なお、この付近の都市再開発の先行事例として、同じく森ビルが行った赤坂アークヒルズがある。
開発の事業費は、権利床1,000億円は森ビルが銀行借入をもとに拠出し、保留床2,700億円はSPC「六本木ヒルズ・フィナンシャルコープ株式会社」で森ビルの出資1,000億円、日本開発銀行の融資700億円、民間金融機関の融資1,000億円により調達された。

### 建設
- 1984年 - アークヒルズ完成に伴いテレビ朝日の本社が一時移転。権利変換により森ビルが地権者となり、ここを中心にアークヒルズに続く大規模な都市再開発計画が同社内でスタートした。
- 1984年 - この大規模な都市計画が六本木六丁目であることから、66再開発と呼ばれた。
- 1993年 - 森ビルの働き掛けをきっかけに東京都も加わり、「六本木六丁目地区第一種市街地再開発事業」を開始。住民による勉強会が行われる。
- 1995年 - 東京都が都市計画決定を告示。この年の阪神・淡路大震災を教訓に、耐震構造が組まれる。
- 1996年 - 「6.6プラン」を発表。
- 1997年 - 港区が地区の区域の公告を実施。東京都・港区・公共施設管理者が同意に至り、最終計画案がまとまる。
- 1998年 - 六本木六丁目地区再開発準備組合を設立。
- 1999年 - 東京都権利変換計画が認可され、仮住居への入居を開始。
- 2000年 - 着工。ピーク時には1万人近くの工事作業員が作業に携わる（総事業費約2,700億円）。テレビ朝日もこの年の2月末までこの地にあったので、着工時は江東区東陽町に仮設のスタジオ棟を、また新宿区四谷にも中規模スタジオを建設して対応していた。
- 2000年7月 - 森ビルが、東京日産本社ビルを買収。ZONE六本木ビルを経て、六本木ヒルズノースタワーに名称変更。
- 2003年4月2日 - グランドオープンを控えた六本木ヒルズに、ロシア連邦のボリス・エリツィン初代大統領が視察。森社長と六本木ヒルズの記念品を交換する。内装仕上げなど多くの関心を示される。
- 2003年4月22日 - 六本木ヒルズのオープニングーセレモニーが行なわれた。出席した小泉純一郎首相は「この東京の新たな街づくりに極めて刺激的、魅力的な六本木ヒルズが誕生したという、この誕生に立ち会うことができたのは幸運だと思います」と祝賀挨拶した。
- 2003年4月25日 - 開業（街開き）[3]。10月、テレビ朝日の本社・スタジオが東陽町、四谷から戻る（東陽町はその後解体、四谷は他者に譲渡）。

### 完成後
2005年（平成17年）5月20日来日したロシア連邦のウラジーミル・プーチン大統領は、六本木ヒルズ展望台（52階）を訪れ、開催中の日ロ修好150周年を記念した友好アート展を見学した。
開業以来の来街者数は開業5年目で累計で約2億人となる。内訳は初年度4,500万人、2004年度4,400万人、2005年度4,400万人、2006年度4,300万人、2007年度4,200万人、2008年度4,500万人となる。その後も年4000万人程度を維持し、2018年の開業15周年までに累計6億人を超えた。
作曲家の坂本龍一が、六本木ヒルズの誕生を祝って祝典音楽を作品化した。曲名は『The Landsong〜music for Artelligent City〜』で六本木ヒルズのテーマ曲となる。
オープン時のキャッチフレーズは「六本人、生まれる。」であり、テレビCMも流れていた。

### 高所得者の象徴
住居棟である六本木ヒルズレジデンスには地権者のほか、大物俳優・タレントやトップミュージシャンなどの著名人、富裕層が数多く居住した。また、オフィス棟である六本木ヒルズ森タワーには、株式を公開したITベンチャー企業は相次いでオフィスを設けた。 これらの企業の経営者たちは、若くして成功したことでマスコミなどに注目されるようになった。IT関連などの企業も多く入居し、「六本木ヒルズ族」（六本木ヒルズ住民）という言葉が使われる様になった。
2018年時点では総戸数のうち約3割は外国人が暮らす。住民は商業店舗も交えた「六本木ヒルズ自治会」を組織し、交流や清掃活動などに取り組んでいる。

### 上棟記念パーティ
2002年（平成14年）4月8日に都内で森ビルの六本木ヒルズ上棟記念パーティーが行われた。
前日上棟式を行った54階建て事務所棟A（森タワー）の40階で開催されたパーティーには、小泉純一郎首相を始め、平沼赳夫経済産業相、竹中平蔵経済財政担当相、石原伸晃行政改革担当相など大物閣僚がズラリと揃った。ほかにも森喜朗前首相、綿貫民輔衆議院議長、野田毅保守党党首、藤井裕久自由党幹事長、中川秀直前官房長官、佐藤静雄国土交通副大臣など大物政治家が顔を揃えた。
会場は整備されているとはいえ、工事中の現場にこれだけ国政を司る面々が出席するなど、六本木ヒルズの期待度の高さを見せ付けた。小泉純一郎首相はパーティで「六本木ヒルズは、規模、面積、事業費どれをとっても過去最大の都市再生事業である。都市再生のお手本をつくってくれたと感心している。民間の力こそ都市再生と構造改革の鍵であることをしめしてくれた」と語った。竹中平蔵経済財政担当相は「近くの高層マンションに住んでいるので、毎日のように六本木ヒルズが建ち上がっていくのを見ていた。閣僚の中でわたしが一番身近に見てきた」と語り、六本木ヒルズは「21世紀をリードするのは都市型の労働集約型産業」とエールを送った。

## 施設

### TOHOシネマズ六本木ヒルズ
TOHOシネマズ六本木ヒルズ（トウホウシネマズろっぽんぎヒルズ、英: TOHO CINEMAS ROPPONGI HILLS）は、六本木ヒルズけやき坂コンプレックスにあるシネマコンプレックスである。全9スクリーン。
TOHOシネマズのウェブサイトによると、地下鉄日比谷線六本木駅1c出口より徒歩3分,地下鉄大江戸線六本木駅3番出口より同6分・麻布十番駅7番出口より同8分,地下鉄千代田線乃木坂駅5番出口より同10分,地下鉄南北線麻布十番駅4番出口より同11分である。
計画時点ではヴァージンシネマズ・ジャパン株式会社による「ヴァージンシネマズ六本木ヒルズ」であったが、施設開業直前の2003年（平成15年）4月4日にヴァージンシネマズの株式を東宝株式会社が取得して完全子会社化し、同月7日にはTOHOシネマズへ社名変更を実施した事に伴い、TOHOシネマズによる「ヴァージンシネマ六本木ヒルズ」として、4月25日にグランドオープンした。
- 現在では全スクリーンともデジタル3D上映に対応している。
- かつてはすべてのスクリーンがTHX認定を受けていた。
- TOHOシネマズ全店舗の旗艦的役割を果たし、周辺にはグランドハイアット東京や、六本木ヒルズアリーナなどの施設が整っていることから、ワールドプレミア・ジャパンプレミア（いわゆるレッドカーペット）や舞台挨拶が多数行われている。2004年から東京国際映画祭、2006年からフランス映画祭の会場となっていたが、現在はいずれも銀座・日比谷地区などに移転。
- 以前は、他のTOHOシネマズに比べ売店やグッズが4 - 5割以上割高であったが、現在は他劇場と同一料金。また、シネマイレージ特典の1ヶ月フリーパスポート(現在は廃止)も当劇場独自の仕様となっていた。
- メインスクリーンに、壁一面に広がる巨大スクリーン「TCX」、次世代シネマ音響「ドルビーアトモス」に最適なスピーカーシステムである米国クリスティ社製の「ヴィヴ・オーディオ」導入され、「ヴィヴ・オーディオ」は日本で初めて導入される。「フロント リクライニング シート」と電動リクライニングシート「プレミア ラグジュアリー シート」がTOHOシネマズで初導入となり、「フロント リクライニング シート」は、最前列への設置となる、TOHOシネマズ日本橋で採用された「プレミア ボックス シート」も導入されている。
- TOHOシネマズのインターネットチケットサービス「vit」の発券機が、館内ストア横のvitカウンター内に数機設置されていた他に、六本木ヒルズ総合インフォメーション横と、メトロハットのエスカレーターを下った東京メトロ日比谷線六本木駅の連絡通路に、それぞれ一台ずつ設置されていたが、モバイルチケット導入に伴い、いずれも廃止された。
- スクリーン7にはVIP専用のバルコニー席「A-listバルコニー」が存在する[18]。一般向けに販売されることはなく、座席数にも含まれていない。

#### 沿革
- 2003年（平成15年）4月25日 - 『ヴァージンシネマズ六本木ヒルズ』（TOHOシネマズの運営・経営）として開館。
- 2004年（平成16年）9月 - 『VIRGIN TOHO CINEMAS 六本木ヒルズ』に改称。
- 2006年（平成18年）4月4日 - 『TOHOシネマズ六本木ヒルズ』に改称。
- 2015年（平成27年）1月24日 - プレミアスクリーンの廃止と同時にスクリーン名称が一部変更[19]。スクリーン7が改修のため休館。
- 2015年（平成27年）3月7日 - 改修のため一時休館。
- 2015年（平成27年）3月13日 - リニューアルオープン。
- 2015年（平成27年）6月26日 - 「MediaMation MX4D」導入。

#### 各館の概要
| No. | 座席数 | 座席数 | 座席数 | 座席数 | 座席数 | Size(m) | Size(m) | 音響             | 備考 |
| No. | 通常   | FRS    | PBS    | PLS    | 車椅子 | 縦      | 横      | 音響             | 備考 |
| --- | ------ | ------ | ------ | ------ | ------ | ------- | ------- | ---------------- | ---- |
| 1   | 151    |        | 6      |        | 2      | 3.7     | 9.1     | 5.1ch            |      |
| 2   | 315    |        | 27     |        | 2      | 5.5     | 13.1    | 5.1ch            |      |
| 3   | 124    |        | 7      |        | 2      | 4.0     | 9.7     | 5.1ch            |      |
| 4   | 93     |        | 4      |        | 2      | 3.0     | 7.3     | 5.1ch            |      |
| 5   | 100    |        | 4      |        | 2      | 3.0     | 7.3     | 5.1ch            |      |
| 6   | 116    |        | 4      |        | 2      | 2.8     | 6.8     | 5.1ch            |      |
| 7   | 469    | 12     | 30     | 10     | 2      | 8.4     | 20.2    | ドルビーアトモス |      |
| 8   | 100    |        |        |        | 2      | 4.4     | 10.4    | 5.1ch            | MX4D |
| 9   | 227    |        | 20     |        | 2      | 5.3     | 12.7    | 5.1ch            |      |

- PLS：プレミアラグジュアリーシート（電動リクライニングシート完備、追加料金3000円）
- PBS：プレミアボックスシート（革製シート完備、追加料金1000円）
- FRS：フロントリクライニングシート（スクリーン最前列に擁するリクライニングシート、追加料金なし）

| No.     | 座席数 | 車椅子席 | 備考              |
| ------- | ------ | -------- | ----------------- |
| 1       | 164    | 2        |                   |
| 2       | 369    | 2        |                   |
| 3       | 148    | 2        |                   |
| 4       | 124    | 2        | 現在のスクリーン6 |
| 5       | 265    | 2        | 現在のスクリーン9 |
| 6       | 180    | 2        | 現在のスクリーン8 |
| 7       | 644    | 2        |                   |
| PREMIRE | 79     | 2        | 現在のスクリーン4 |
| ART     | 108    | 2        | 現在のスクリーン5 |

アプローチ（2019年2月16日撮影）
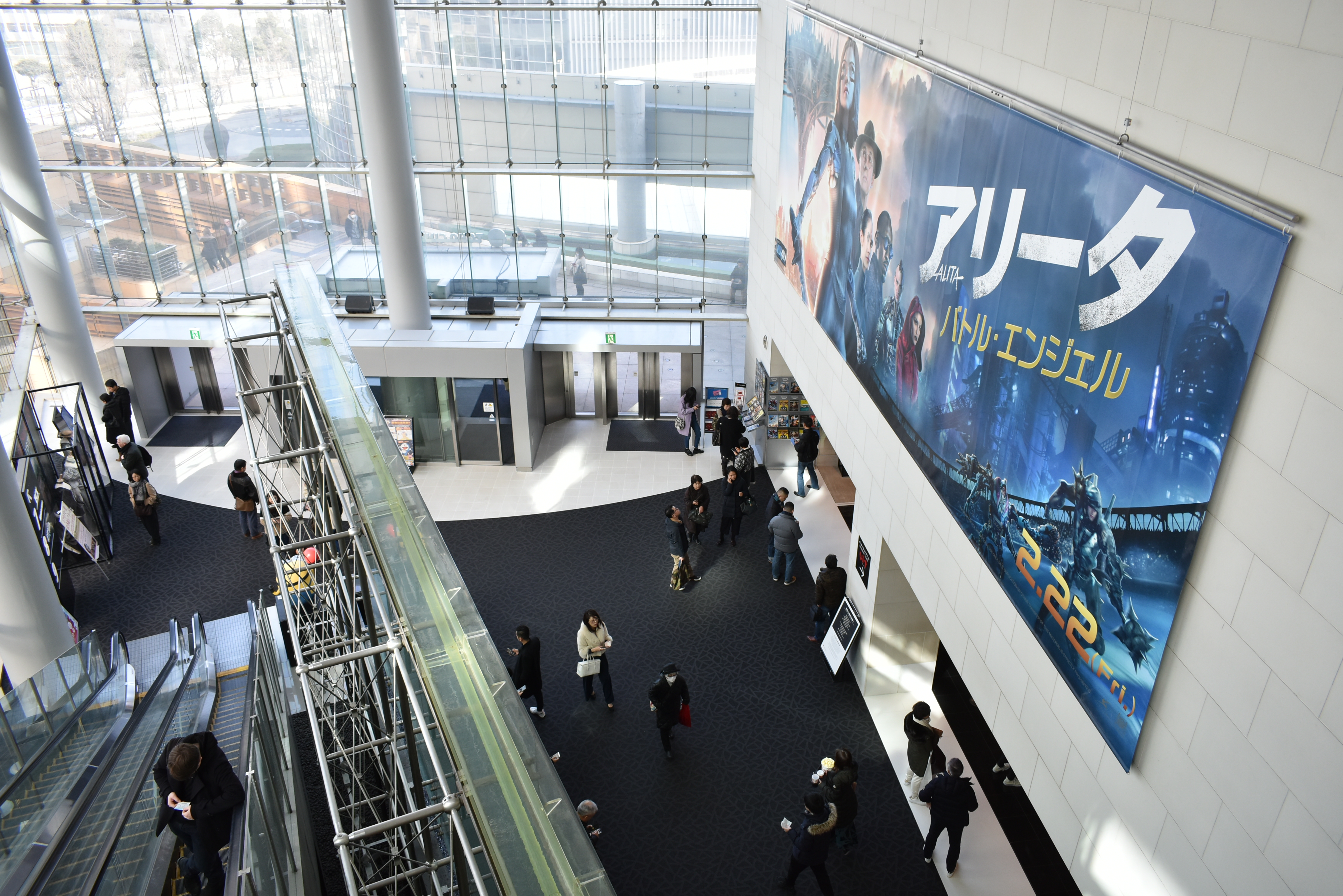
ホール吹抜けを見下ろす（2019年2月16日撮影）

### 六本木ヒルズクロスポイント
六本木ヒルズ「66ぷらざ」に接続し、六本木通青山・西麻布・渋谷方面からの新たな玄関口となるビルとして「六本木ヒルズ」を拡張する形で整備された。
六本木ヒルズの玄関口として機能しており六本木ヒルズの公式な構成施設であるが、建築・竣工時期が他の施設と異なるため、同ビルの建設は別のプロジェクトとして扱われている。

### ノースタワー
- 麻布警察署旧庁舎の並びにあり、六本木通り、首都高速3号渋谷線に面するオフィスビルで、その名の通り六本木ヒルズで最も北に位置する。
- 他の施設と異なり、再開発プロジェクト以前から存在した建物で、1971年に東京日産自動車販売の自社ビルとして竣工したものである。
- 再開発が始まった2000年に森ビルが買収、いったん「ZONEビル」と改称後、六本木ヒルズ開業に併せ「六本木ヒルズノースタワー」と再度改称した。
- 竣工から40年以上経過しており、近代的なリニューアルを施されている。オフィスビルとしてコカ・コーラ カスタマーマーケティングなどが入居しており、一般客向けのテナントもある。

### けやき坂
六本木ヒルズの中心に位置しているメインストリートであり、東西400mにわたって約40本のケヤキ並木が続いている。沿道には高級ブランドショップが並び、クリスマスシーズンになるとイルミネーションイベントで多くの人が訪れる。ライティングデザインは平等院鳳凰堂のライティングなども手掛けた内原智史。外国人観光客にも人気のイルミネーションスポットであり、「映え写真」を撮影するために車道に出るなどの危険行為を指摘する報道もなされている。

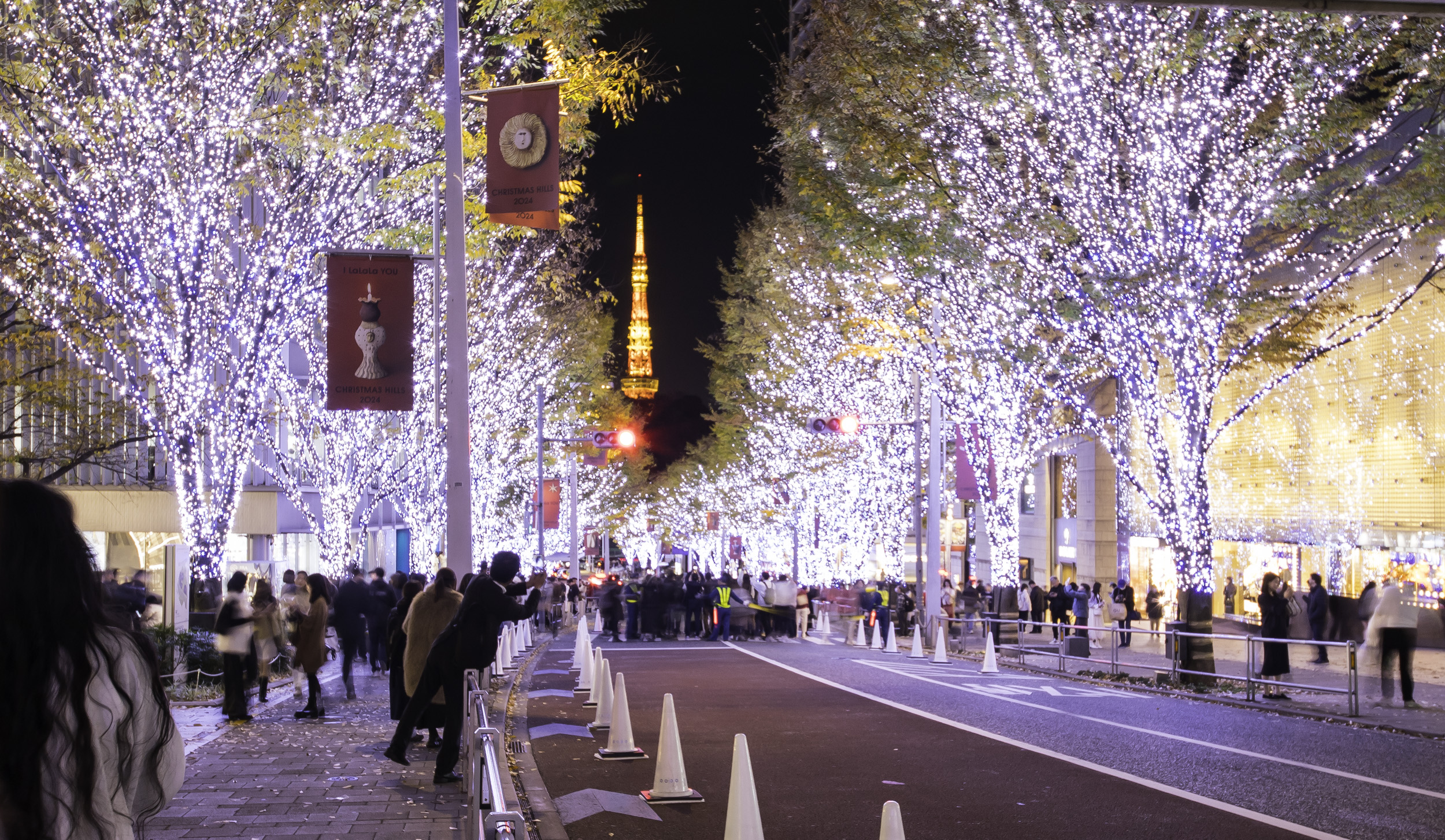
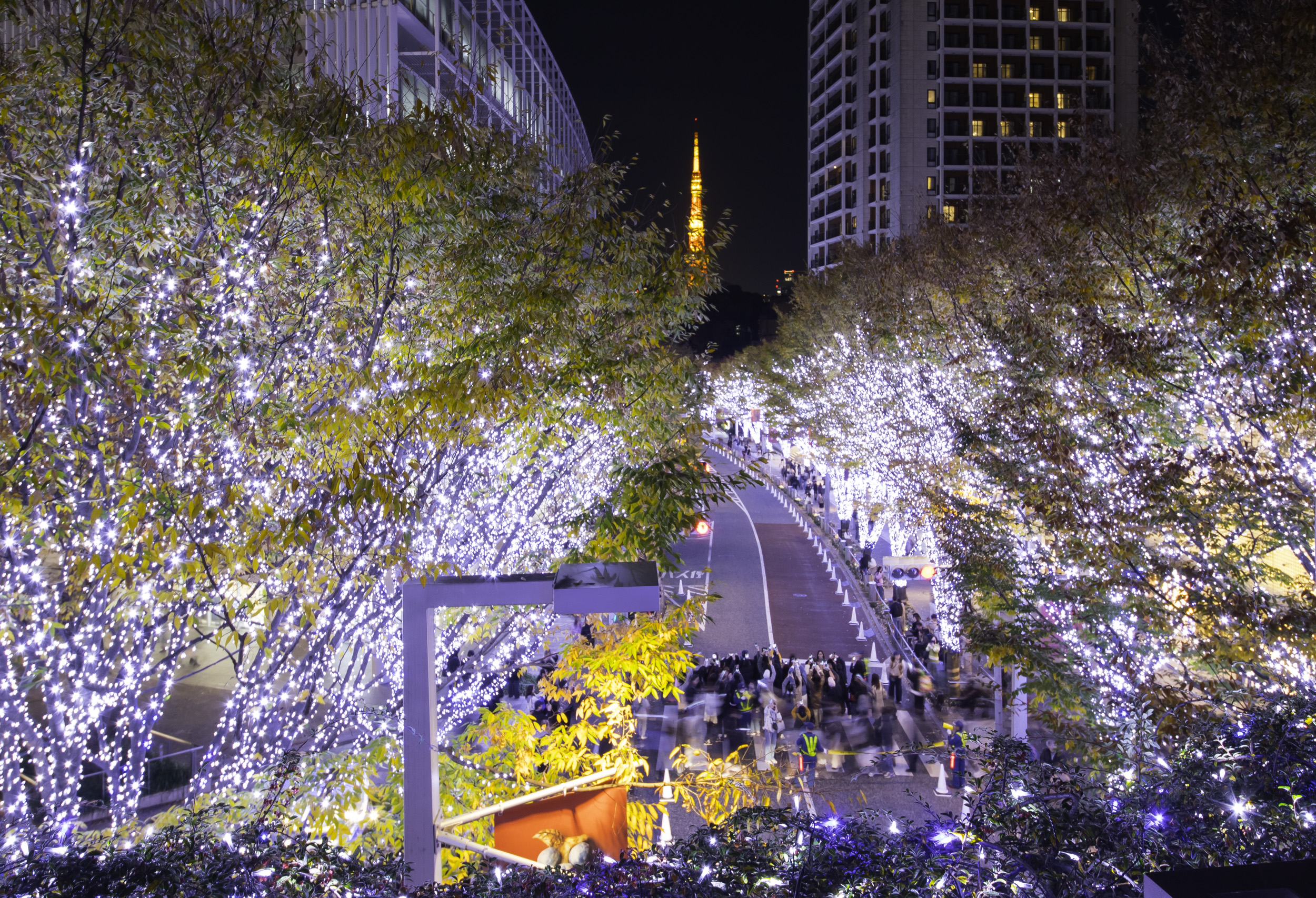

## 設備

### 自家発電
六本木ヒルズでは、六本木エネルギーサービスが電力とガスなど熱供給事業を全てを行っている。六本木エネルギーサービスは、森ビルと東京ガスによって設立された特定電気事業者である。
IHIによる6基のガスタービンと１基の蒸気タービンを用いたコジェネレーションを採用し、都市ガスを燃料として施設独自の発電所を設置しており、一般家庭数千世帯分の電力を域内に安定的に供給している。これにより、停電などの電力制限を受けることなく、電力供給が可能となっている。万一東京ガスの供給が停止した場合は、東京電力ホールディングスから受電し、それも不能となった場合には、備蓄してある灯油で発電する三重の冗長化バックアップ体制をとっている。これは、非常時にも電力供給が止まらない、オフィス環境の事業継続計画性を求める「外資系テナント」の要請によるものである。
平常時は稼働しないが、電力供給機能はビル街に留まらず、外部に対してもなされており、東北地方太平洋沖地震（東日本大震災）に伴う危機的な電力不足の折には、ビル街の節電などにより、余剰となった電力を限定的ながら外部へ供給した。

### エリア放送
森ビルは地上一般放送事業者として六本木ヒルズ周辺でフルセグおよびワンセグ放送を実施している。
地上一般放送局3局を設置している。
| 免許人          | 局名                                         | 呼出符号     | 物理チャンネル | リモコンキーID | 周波数        | 空中線電力 | ERP  | 業務区域                     |
| --------------- | -------------------------------------------- | ------------ | -------------- | -------------- | ------------- | ---------- | ---- | ---------------------------- |
| 森ビル 株式会社 | 森ビル六本木ヒルズウエストウォークエリア放送 | JOXZ3AE-AREA | 39ch           | 11             | 629.142857MHz | 40mW       | 11mW | 六本木6丁目 六本木ヒルズ周辺 |
| 森ビル 株式会社 | 森ビル六本木ヒルズメトロハットエリア放送     | JOXZ3AF-AREA | 39ch           | 11             | 629.142857MHz | 50mW       | 14mW | 六本木6丁目 六本木ヒルズ周辺 |
| 森ビル 株式会社 | 森ビル六本木ヒルズけやき坂エリア放送         | JOXZ3AG-AREA | 39ch           | 11             | 629.142857MHz | 40mW       | 19mW | 六本木6丁目 六本木ヒルズ周辺 |

### その他
ビルの設備は非常に先進的であるが、再開発の経緯があり、住人が多いので、日常生活にも配慮がある。自転車置き場には可動式の自転車ラックと防犯カメラが設置されている。港区コミュニティサイクルのポートも完備されている。
六本木ヒルズの商業エリア等のオープンスペースではdocomo Wi-Fiやフレッツスポットといった公衆無線LANが利用できる。

## 交通
再開発前の旧テレビ朝日本社屋を中心とした当地の交通機関は、六本木交差点の地下を通る東京メトロ日比谷線の六本木駅と、六本木通りを走る都営バス渋88、都01 (グリーンシャトル)の六本木六丁目停留所が最寄りであった。
都営大江戸線開通前までは、田町駅より六本木駅前を通り青山一丁目駅、信濃町駅、四谷三丁目駅を経て新宿駅西口を終点とする田70（甲・乙・丙・丁）が運行されてきたが2000年（平成12年）12月12日を以って廃止されている。
六本木ヒルズを中核とした地域再開発によって、青山一丁目交差点方面から青山葬儀所を経て鳥居坂下交差点を結ぶ麻布トンネル・六本木トンネル（東京都道319号環状三号線）の完成、ビル開業に合わせた各種バス路線の整備がされた。
なお、都営地下鉄大江戸線や東京メトロ南北線と接続する麻布十番駅は六本木六丁目再開発が着工された直後の2000年（平成12年）12月時点で完全開業している。

### 鉄道
- 六本木駅
  -  東京地下鉄日比谷線－駅番号 H-04（出口1C）
  -  都営地下鉄大江戸線－駅番号 E-23（出口3）

- 麻布十番駅
  -  都営地下鉄大江戸線－駅番号 E-22（出口7）
  -  東京地下鉄南北線－駅番号 N-04（出口4）

### バス

#### 一般路線バス
都営バスの路線は、渋谷駅とを結ぶ都01折返と直行版のRH01、並びに五反田駅・品川駅とを結ぶ反96の各系統が運行されている。六本木ヒルズ内には六本木ヒルズ（森タワー1階）、六本木けやき坂の停留所があり、都01折返とRH01は六本木ヒルズ→けやき坂→渋谷方面、反96系統は麻布十番駅→六本木駅→六本木ヒルズ→六本木駅→麻布十番駅の経路で運行され、六本木ヒルズが起終点となる。
また、六本木通りを走る都01（渋谷駅 - 赤坂アークヒルズ・新橋駅）および渋88（渋谷駅 - 新橋駅、青山学院・神谷町駅経由）のEXシアター六本木停留所（旧・六本木六丁目）も利用可能である。

#### コミュニティバス
2004年（平成16年）10月1日からは、港区のコミュニティバス「ちぃばす」（富士急行子会社のフジエクスプレス東京営業所運営）の2路線が田町駅および赤坂方面から運行されている。都営バスのRH01・都01折返系統と同様、六本木ヒルズと六本木けやき坂の両停留所に停車する。2010年（平成22年）3月24日からは麻布・芝・青山方面からのルートも運行され、六本木ヒルズはターミナルとなった。なお、麻布東ルートは六本木けやき坂停留所のみに停車する。

#### 高速バス
- 東京空港交通が運行する成田空港発着の空港リムジンバスがグランドハイアット東京に停車する。
- 京浜急行バスと東急バスが運行する羽田空港国際線ターミナル発着の空港リムジンバス早朝深夜便（二子玉川ライズ - 渋谷マークシティ - 六本木ヒルズ - 羽田空港国際線ターミナル）がヒルズ内の団体バス乗降場に停車する。
- 富士急行グループが運行する以下の高速バスが停車（岩手きずな号は毎日、その他は土曜・休日のみ）。のりばは団体バスと兼用している。
  - やきそばエクスプレス（東京 - 富士宮線）のうち2往復…富士急静岡バス・JRバス関東
  - かぐや姫エクスプレス（東京 - 富士線）のうち1往復…富士急静岡バス
  - 東京 - 沼津線のうち1往復…富士急シティバス
  - 岩手きずな号（東京 - 久慈）…フジエクスプレス・岩手県北自動車
- 東京バスと群馬バスが運行する以下の高速バスも停車する。
  - 高崎駅・伊香保温泉行「群馬-横浜ニュースター号」- 2021年12月18日より運行開始

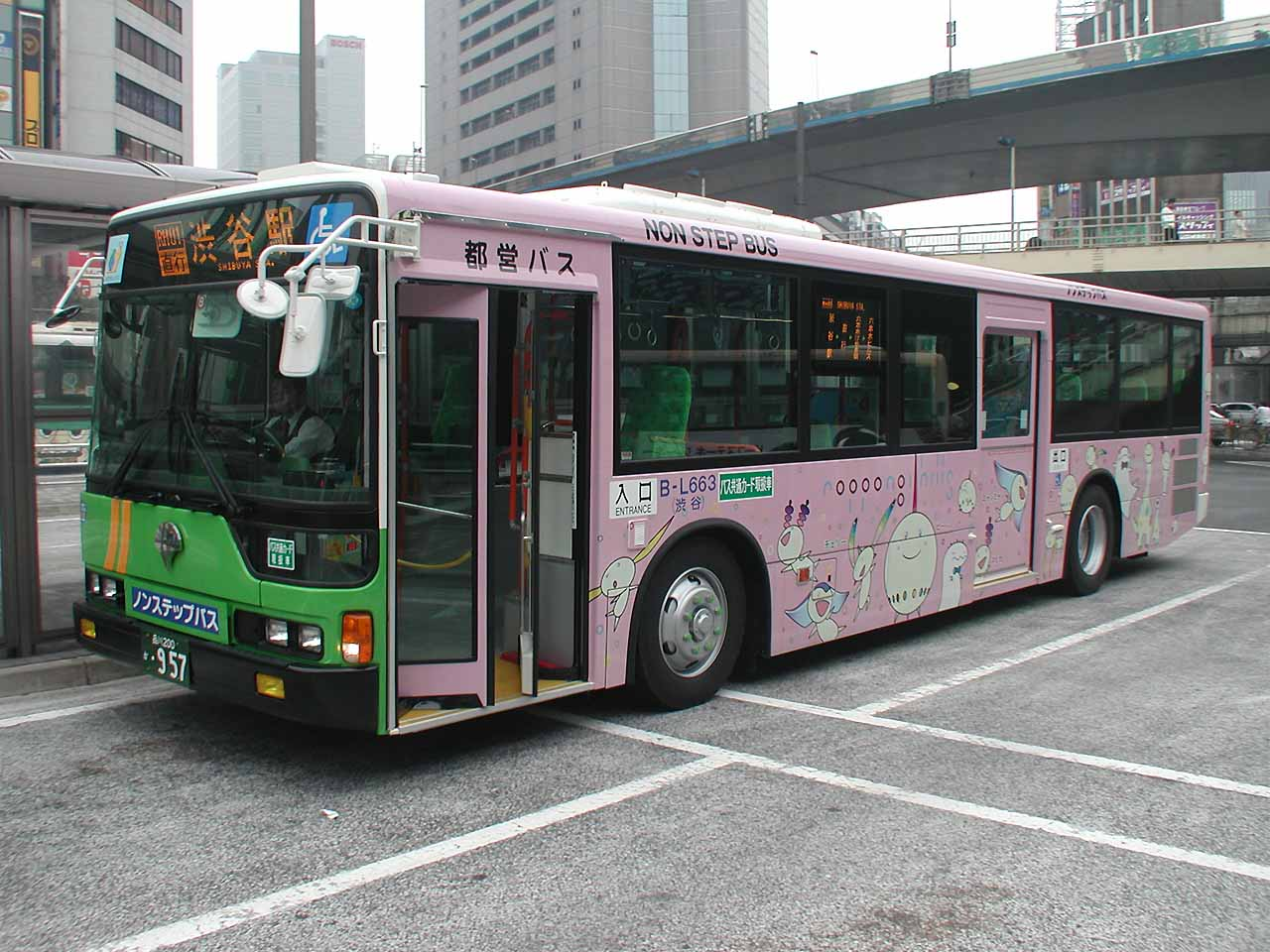
都営バスのRH01系統専用車
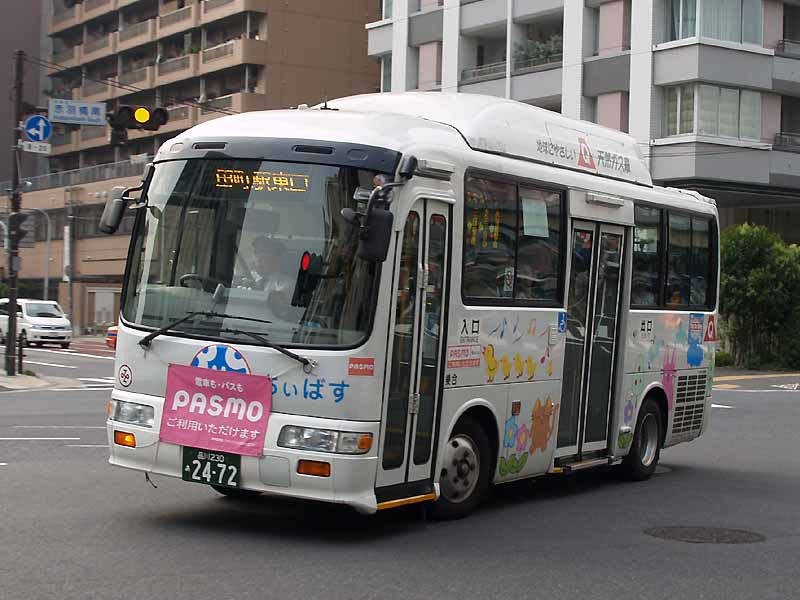
ちぃばす

#### 観光周遊バス
- スカイホップバス（六本木・東京タワーコース）（日の丸自動車興業） - 「車寄せA」にバス停がある。

### 自動車
六本木ヒルズ内に数箇所の駐車場があるものの、違法駐車をしている観光客の自動車や客待ちのタクシーなどで、周囲は恒常的に渋滞している。
- 首都高速都心環状線
  - 外回り: 飯倉ランプ - 飯倉片町から外苑東通り - 六本木交差点 - 六本木通り、又は芝公園ランプから環状3号線
  - 内回り: 霞ヶ関ランプ - 溜池から六本木通り
- 首都高速3号渋谷線上り: 渋谷ランプから六本木通り